# Serbiska
Serbiska (kyrilliska alfabetet: српски; latinska alfabetet: srpski) är ett sydvästslaviskt språk som är officiellt språk i Serbien, Montenegro, Bosnien och Hercegovina och Kosovo, samt officiellt minoritetsspråk i ett flertal andra länder, bland annat Kroatien och Nordmakedonien.

## Språkfamilj
Det serbiska språket är besläktat med andra slaviska språk, i synnerhet de sydvästslaviska språken bosniska, kroatiska och montenegrinska. Dessa fyra språk sorterade officiellt 1954-1991 under samlingsnamnet serbokroatiska. 

## Standardspråk och dialekter
Det serbiska skriftspråket har i likhet med bosniskan, kroatiskan och montenegrinskan sin grund i den štokaviska dialekten. Denna delas i sin tur in i tre underdialekter; ekaviska, ijekaviska och ikaviska. I Serbien är den ekaviska underdialekten norm men serberna i västra delen av landet, liksom serber i Bosnien och Hercegovina, Kroatien och Montenegro företrädesvis talar serbiska med ijekaviskt uttal.  
Det serbiska språkets reformator, Vuk Karadžić (1787-1864), försökte ena de olika serbiska dialekterna genom att införa den ijekaviska dialekten som bas för litteraturspråket. Detta på grund av att Karadžić själv kom från östra Hercegovina som betraktades som den ijekaviska dialektens vagga.
I södra och sydöstra Serbien talas även torlakiska.

## Alfabetet
Serbiskan skrivs både med det serbiska kyrilliska alfabetet och latinska alfabetet. Det serbiska alfabetet är en variant av det kyrilliska alfabetet, som standardiserades av Vuk Karadžić 1818. Det latinska alfabetet som används i serbiskan standardiserades av kroaten Ljudevit Gaj 1835 och innehåller tre digrafer (två bokstäver som tillsammans ger ett ljud). Det kyrilliska alfabetet är mera traditionellt och har officiell status i Serbien som enligt konstitutionen 2006 är den "officiella skriften", till skillnad från det latinska alfabetet, vilket anses vara en "alternativ skrift". De kyrilliska och latinska alfabeten är officiella även i Bosnien och Hercegovina och Montenegro. Det kyrilliska alfabetet är vanligast i de flesta sammanhang, medan det latinska förekommer sparsamt i vardagsbruk.

### Bokstäver
| Kyrilliska serbiska alfabetet: | А | Б | В | Г | Д | Ђ | Е | Ж | З | И | Ј | К | Л | Љ  | М | Н | Њ  | О | П | Р | С | Т | Ћ | У | Ф | Х | Ц | Ч | Џ  | Ш |
| Latinska serbiska alfabetet:   | A | B | V | G | D | Đ | E | Ž | Z | I | J | K | L | LJ | M | N | NJ | O | P | R | S | T | Ć | U | F | H | C | Č | DŽ | Š |

## Språkträd
- Indoeuropeiska språk
  - Slaviska språk
    - Sydslaviska språk
      - Sydvästslaviska språk
        - Serbiska